# Klášter (Dél-plzeňi járás)
Klášter település Csehországban, a Dél-plzeňi járásban. Klášter Měcholupy, Srby, Nepomuk, Prádlo és Vrčeň településekkel határos. Lakosainak száma 231 fő (2024. január 1.).

## Népesség
A település lakosságának változását az alábbi diagram mutatja:
| Lakosok száma | 701  | 696  | 644  | 732  | 231  | 173  | 212  | 215  | 234  | 231  |
|               | 1869 | 1890 | 1921 | 1950 | 1980 | 2001 | 2017 | 2019 | 2022 | 2024 |